# Ти мене носиш (филм)
Ти мене носиш (хрватски: Ti mene nosiš) је драмски филм из 2015. године који је режирала Ивона Јука. Филм је изабран за Оскара за најбољи филм на страном језику на 88. додели Оскара али није номинован.

## Радња
Три ћерке боре се за прихваћање, искупљење и нове прилике. Дора је занемарена девојчица која сања да постане фудбалски менаџер и почиње се зближавати с оцем криминалцем. Ивес је режисерка сапуница која се брине о оцу, оболелом од Алцајмерове болести. Наташа је успешна продуценткиња која сазнаје да је трудна и одлучује се суочити са својим отуђеним оцем.

## Улоге
- Лана Барић као Ивес
- Војислав Брајовић као Иван
- Наташа Јањић као Лидија
- Горан Хајдуковић као Ведран
- Хелена Бељан као Дора
- Јурај Дабић као Јан
- Наташа Дорчић као Наташа

## Награде
- Пула 2015. – Златне арене за музику, камеру и визуелне ефекте; награда Бреза за најбољу дебитантицу (Хелена Бељан) [1][6]
- 29. Филмски Фестивал Херцег Нови 2015. – Златна мимоза за најбољу режију [1]
- Аввантура Филм Фестивал Задар 2015. – Најбољи филм у секцији Први и други филм [1]
- Фестивал средњоевропског и источноевропског филма LET'S CEE 2015. – награда за најбољи филм [1]
- Међународни филмски фестивал ФЕСТ 2016. – најбоље глумачко остварење у категорији мањинских копродукција (Лана Барић)[1] [7]
- Унитед Интернатионал Филм Фестивал 2016. – награда за најбољи страни филм [1]
- Међународни филмски фестивал у Карловим Варима 2015. – такмичарски програм East of the West[1]

## Фестивали
Филм је учествовао и на следећим фестивалима:
- Сарајево Филм Фестивал 2015. године
- Фестивал словенског филма 2015. године
- CinEast – Фестивал средњоевропског и источноеуропског филма 2015. године
- Међународни филмски фестивал Тофифест 2015. године
- Мостра еуропског филма у Сеговији 2015. године
- Индијски међународни филмски фестивал 2015. године
- Међународни филмски фестивал у Tofifest  2016. године
- Међународни филмски фестивал у Санта Барбари 2016. године
- Међународни филмски фестивал у Bangaloreu 2016. године
- Међународни филмски фестивал у Софији 2016. године
- Међународни филмски фестивал у Кливленду 2016. године